# Music Angel Collection
Music Angel Collection（ミュージック エンジェル コレクション）は、工画堂スタジオから発売されるゲームのコラボレーションシリーズである。
フィギュアに内蔵されているUSBメモリにデータを組み込んだものをパソコンに繋げるとプレイが可能となる。